# Día de Enero
«Día de Enero» (укр. «Січневий день») — третій сингл колумбійської співачки Шакіри з альбому «Fijación Oral Vol. 1», випущений у 2006 році лейблом Epic.

## Інформація
Пісня повністю написана Шакірою. Вона розповідає, як вона зустріла свого хлопця Антоніо де ла Руа (ісп. Antonio de la Rúa) у січневий день.

## Відеокліп
Кліп спродюсований Хауме да Лаїгуана (ісп. Jaume de Laiguana). У відео Шакіра гуляє на пляжі під час заходу сонця. Вона малює на піску літери «S y A» (укр. С (Ш) і А), що символізує її любов до колишнього нареченого Антоніо де ла Руа.
Відео є на бонусному DVD «Oral Fixation Volumes 1 & 2», іспанській версії Oral Fixation Tour.

## Чарти
| Чарт                  | Найвища позиція |
| --------------------- | --------------- |
| США (Latin Songs)     | 29              |
| США (Latin Pop Songs) | 7               |